# Steinbruch am Steinberg
Koordinaten: 49° 31′ 16″ N, 7° 18′ 38″ O
Das Naturschutzgebiet Steinbruch am Steinberg liegt auf dem Gebiet des Landkreises Kusel in Rheinland-Pfalz. Das 11,7 ha große Gebiet, das mit Verordnung vom 18. Dezember 1995 unter Naturschutz gestellt wurde, erstreckt sich nordwestlich der Ortsgemeinde Albessen und nordöstlich die Ortsgemeinde Herchweiler.
Östlich des Gebietes verläuft die A 62, westlich die Landesstraße L 317 und südlich die B 420. Am westlichen und nordwestlich Rand des Gebietes verläuft die Landesgrenze zum Saarland. Beim Naturschutzgebiet handelt es sich um einen aufgelassenen Steinbruch mit Felswänden, Abraumhalden, Wasserflächen und Pioniergesellschaften.